# MTN-Qhubeka/2014

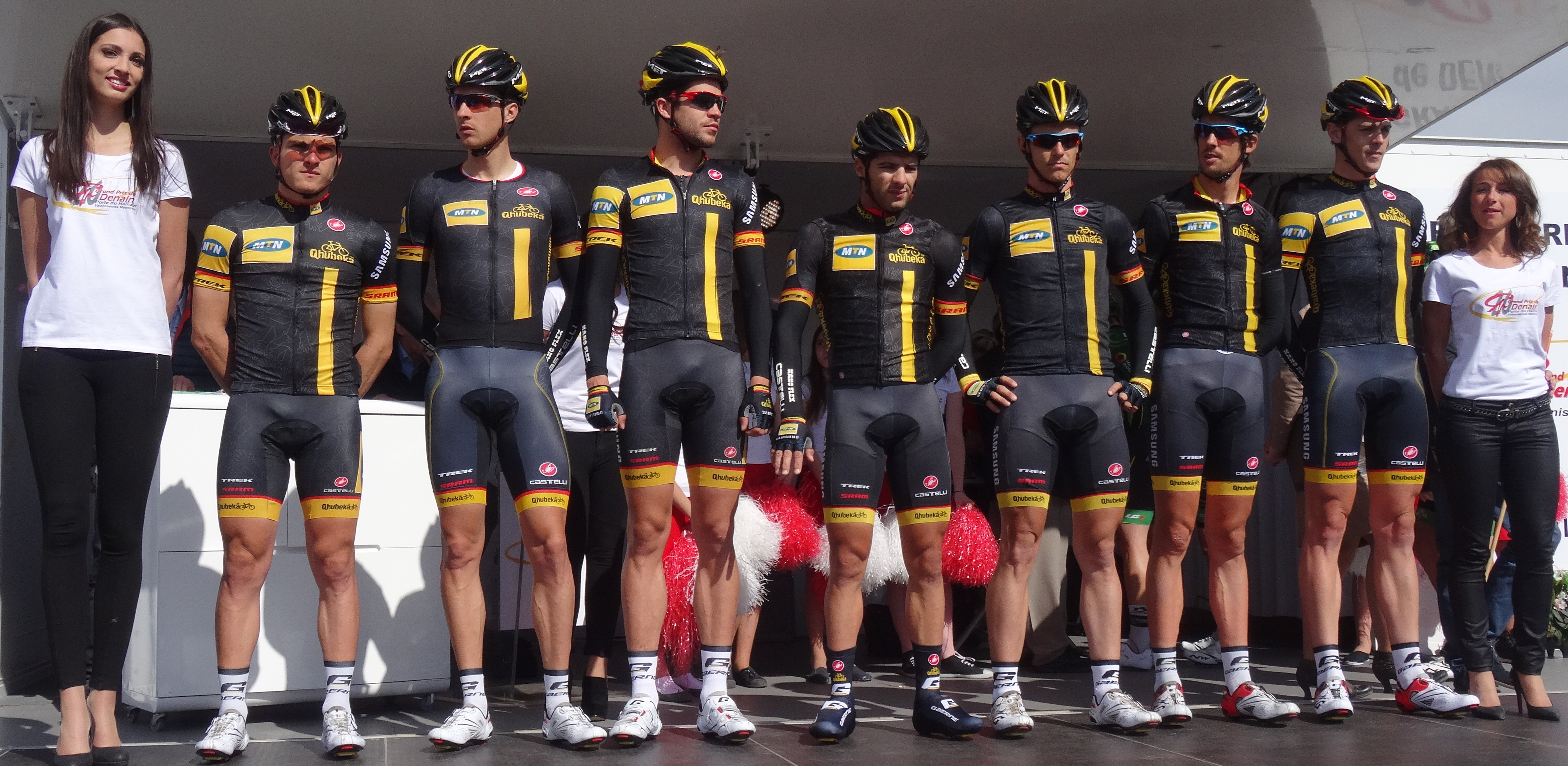
MTN-Qhubeka, april 2014

Deze pagina geeft een overzicht van de MTN-Qhubeka-wielerploeg in 2014. 

## Algemene gegevens
Algemeen manager: Douglas Ryder
Ploegleiders: Jens Zemke, Thomas Campana, Kevin Campbell, Manel Lacambra
Fietsmerk: Trek
Kopman: Sergio Pardilla

## Renners
| Naam                         | Geboortedatum | Nationaliteit | Ploeg 2013      |
| ---------------------------- | ------------- | ------------- | --------------- |
| John-Lee Augustyn (tot 9-5)  | 10-08-1986    | Zuid-Afrika   | Geen            |
| Gerald Ciolek                | 19-09-1986    | Duitsland     |                 |
| Ferekalsi Debesay            | 10-06-1986    | Eritrea       |                 |
| Nicholas Dougall (vanaf 1-7) | 21-11-1992    | Zuid-Afrika   | MTN-Qhubeka WCC |
| Linus Gerdemann              | 16-09-1982    | Duitsland     | Geen            |
| Tsgabu Grmay                 | 28-08-1991    | Ethiopië      |                 |
| Jacques Janse Van Rensburg   | 06-09-1987    | Zuid-Afrika   |                 |
| Songezo Jim                  | 17-09-1990    | Zuid-Afrika   |                 |
| Ignatas Konovalovas          | 08-12-1985    | Litouwen      |                 |
| Merhawi Kudus                | 23-01-1994    | Eritrea       | Neo             |
| Louis Meintjes               | 21-02-1992    | Zuid-Afrika   |                 |
| Adrien Niyonshuti            | 02-01-1987    | Rwanda        |                 |
| Sergio Pardilla              | 06-01-1984    | Spanje        |                 |
| Bradley Potgieter            | 11-05-1989    | Zuid-Afrika   |                 |
| Youcef Reguigui              | 09-01-1990    | Algerije      |                 |
| Martin Reimer                | 14-06-1987    | Duitsland     |                 |
| Meron Russom                 | 12-03-1987    | Eritrea       |                 |
| Kristian Sbaragli            | 08-05-1990    | Italië        |                 |
| Andreas Stauff               | 22-01-1987    | Duitsland     |                 |
| Daniel Teklehaimanot         | 10-11-1988    | Eritrea       | Orica-GreenEdge |
| Jani Tewelde                 | 01-10-1990    | Eritrea       |                 |
| Jay Robert Thomson           | 12-04-1986    | Zuid-Afrika   |                 |
| Dennis van Niekerk           | 19-10-1984    | Zuid-Afrika   |                 |
| Johann van Zyl               | 02-02-1991    | Zuid-Afrika   |                 |
| Jaco Venter                  | 13-02-1987    | Zuid-Afrika   |                 |
| Martin Wesemann              | 19-03-1984    | Zuid-Afrika   |                 |

## Overwinningen
Ronde van Chlef
2e etappe: Youcef Reguigui
La Tropicale Amissa Bongo
4e etappe: Ferekalsi Debesay
Zuid-Afrikaans kampioenschap wielrennen op de weg
wegrit: Louis Meintjes
Ruta del Sol
3e etappe: Gerald Ciolek
Ronde van Langkawi
Ploegenklassement
Mzansi Tour
1e etappe: Jacques Janse Van Rensburg
2e etappe: Louis Meintjes
Eindklassement: Jacques Janse Van Rensburg
Bergklassement: Louis Meintjes
Jongerenklassement: Louis Meintjes
Ploegenklassement
Ronde van Trentino
Jongerenklassement: Louis Meintjes
Ronde van Azerbeidzjan
3e etappe: Youcef Reguigui
4e etappe: Linus Gerdemann
Bergklassement: Linus Gerdemann
2007 · 2008 · 2009 · 2010 · 2011 · 2012 · 2013 · 2014 · 2015 · 2016 · 2017 · 2018 · 2019 · 2020 · 2021